# 馬の骨 (映画)
『馬の骨』（うまのほね）は、2018年の日本のドラマ映画。元イカ天バンド「馬の骨」ボーカルの桐生コウジが、番組出演当時のエピソードをモチーフに脚色した半自伝的フィクション。桐生コウジの初監督作品。第32回高崎映画祭で特別先行上映、2018年6月2日よりテアトル新宿で上映
。
2023年8月1日には池袋シネマ・ロサで一夜限りのリバイバル上映。

## あらすじ
熊田（桐生コウジ）は平成元年に放送された人気番組「イカ天」に出場したバンド「馬の骨」のリーダーだったが、夢破れ工事作業員として働いていた。
作業現場でトラブルを起こし解雇され、社員寮から追い出された熊田は家賃1万5千円の格安シェアハウスに転がり込む。そこでシンガーソングライターを志しながらアイドル活動をするユカ（小島藤子）に職業を聞かれ、咄嗟に音楽学校の講師をしていると嘘をついてしまう。

## キャスト
- 桜本町ユカ - 小島藤子
- 熊田美津夫 - 桐生コウジ
- 垣内竜二 - 深澤大河
- 木田百子 - しのへけい子
- 宝部郁雄 - ベンガル
- 稲森タミコ - 志田友美
- 水島エリ - 茜屋日海夏
- 森脇ミサキ - 河上英里子
- ギター/室田 - 信太昌之
- ベース/荻野 - 黒田大輔
- キーボード/相沢 - 髙橋洋
- JAM副店長/伊賀 - 大浦龍宇一
- 聡子 - 粟田麗
- 遠藤 - 大和田健介
- 萩原健太（本人役） - 萩原健太
- 石川浩司（本人役） - 石川浩司（元たま）

## エピソード
- 冒頭のイカ天出演シーンは実際に放送されたものをTBSの許可を得て使用[5]。
- ライブシーンは閉館直前の新宿JAMで撮影、店長の石塚明彦も本人役で出演[6]
- テアトル新宿で行われたトークショーには元イカ天審査員長の萩原健太の他、氏神一番（カブキロックス_(バンド)）、メカエルビス（サイバーニュウニュウ）も登壇[7]。
- イカ天30周年記念スペシャル（2018年10月8日　西新井ギャラクシティ）に桐生コウジが出演、劇中ストーリー同様30年ぶりにバンドを一夜限り再結成させ、主題曲「六根清浄」を演奏[8]